# Banksia blechnifolia
Banksia blechnifolia es una especie de planta con flores del género Banksia. Fue descrito por primera vez por el botánico estatal victoriano Ferdinand von Mueller en 1864, y no se reconoce ninguna subespecie. Obtuvo su nombre específico ya que sus hojas recuerdan a un helecho (Blechnum).
B. blechnifolia es una de varias especies estrechamente relacionadas que crecen como arbustos postrados, con tallos horizontales y hojas verticales gruesas y correosas. Las espigas de flores de color marrón rojizo, conocidas como inflorescencias, miden hasta 20 centímetros (8 pulgadas) de alto y aparecen de septiembre a noviembre. A medida que las espigas envejecen, cada una se vuelve gris y desarrolla hasta 25 vainas de semillas leñosas, conocidas como folículos.
Insectos como abejas, avispas, hormigas y moscas polinizan las flores. B. blechnifolia se encuentra en suelos arenosos en la región costera del sur de Australia Occidental en las cercanías del lago King. No es lignotuberosa y se regenera por semilla después de los incendios forestales. La planta se adapta fácilmente al cultivo, creciendo en suelos arenosos bien drenados en lugares soleados. Es adecuado para rocallas y como cubierta vegetal.